# Abruços
Els Abruços (en català antic (A)Bruç, en italià, Abruzzo) és una regió situada en el sud d'Itàlia. Té 1,3 milions d'habitants i la seva capital és l'Aquila. Limita al nord amb Les Marques, a l'oest amb el Laci, al sud amb Molise i a l'est amb la mar Adriàtica. Els tres Parcs Nacionals, el Parc Regional, les vint àrees protegides que es troben sobretot en el territori regional, representen el 33% de superfície total protegida que és el percentatge més alt d'Europa.

## Història
Abruzzo apareix, sota la forma Abrutium, en texts del segle vi com a nom del territori de la rodalia de Teramo, que esdevingué un dels gastaldats longobards del ducat de Spoleto.
Ocupat pels normands al segle xii, l'Abruzzo formà part, successivament, dels regnes de Sicília i de Nàpols. Durant la darrera etapa de la Conquesta del Regne de Nàpols, el 1443 Ramon de Boïl i Montagut fou nomenat Virrei dels Abruços, on lluità contra els Sforza.
El 1272, durant el regnat de Carles d'Anjou, fou dividit, prenent com a límit el riu Pescara, en Abruzzo citra flumen i Abruzzo ultra flumen. Aquesta divisió evolucionà fins a l'establiment per Josep Bonaparte, el 1807, de les províncies: Abruzzo Citerior, capital Chieti; Abruzzo Ulterior I, capital l'Aquila; i Abruzzo Ulterior II, capital Teramo. L'evolució administrativa explica el pas de la forma més genuïna del topònim, Abruzzo, a la forma pluralitzada, Abruzzi, que és ara l'oficial. Des del 1963 la regió comprèn les següents províncies: Chieti, L'Aquila, Pescara i Teramo.

## Geografia

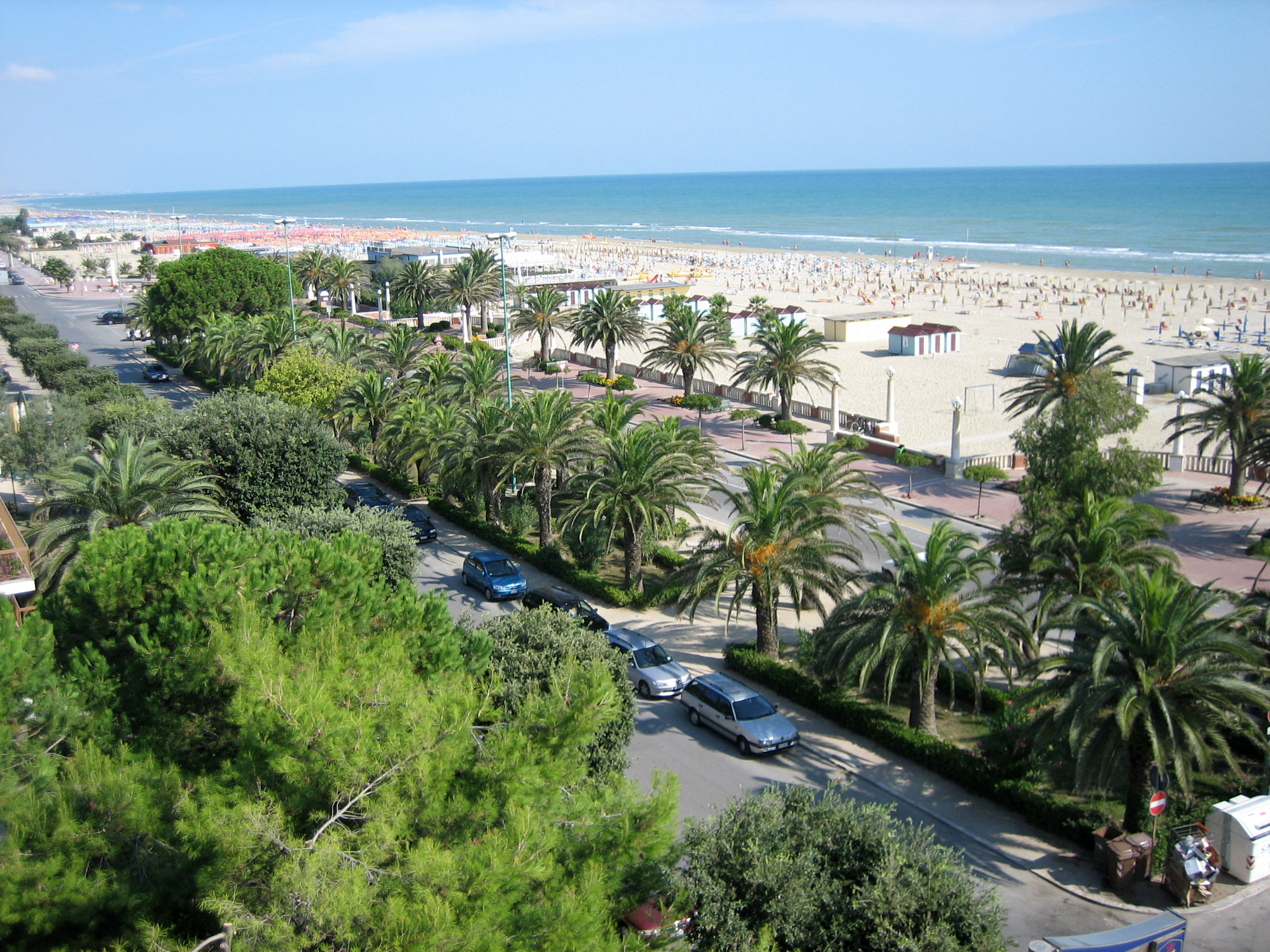
Avinguda costanera en Giulianova.

La regió està situada al sud d'Itàlia, des dels Apenins fins a l'Adriàtic, i inclou regions de muntanya i terres salvatges. L'interior muntanyenc és ocupat per un extens altiplà que inclou el Gran Sasso, amb 2.912 msnm, la més alta muntanya dels Apenins, i lo Mont Majella, amb 2.793 msnm.
El litoral de l'Adriàtic es caracteritza per extenses platges de sorra al nord i platges de còdol al sud. Els Abruços són coneguts pels seus paisatges i belleses naturals, parcs i reserves, per pujols coberts de vinya i oliveres, i per la més alta densitat de platges de bandera blava.

### Orografia
El país interior, que forma part dels Apenins Centrals, és un formidable muntanyam calcari, afaiçonat pels fenòmens càrstics, i migpartit per fosses tectòniques i depressions sinclinals (vall de l'Aterno, conca de Sulmona) dominades a l'E pel Gran Sasso d'Itàlia (2 914 m) i la Maiella i, a l'O, pel mont Velino (2 487 m). La conca del Fucino, abans endorreica, desguassa per un emissari subterrani cap a la Tirrena.

## Economia
Aquestes depressions són claps agrícoles de poblament excepcionalment disseminat a l'entorn de ciutats: L'Aquila, la capital regional; Sulmana, encreuament de camins; Avezzano. A muntanya, els prats d'altura són lloc d'estiuatge de bestiar oví transhumant que hiverna al Tavoliere o a la Campagna romana; les fagedes i els boscs de pi negre i la fauna autòctona (os bru, isard) són preservats al parc nacional dels Abruços, creat el 1923. El turisme ha introduït els esports d'hivern (Campo Imperatore, Roccaraso). A l'Abruç adriàtic, en terrenys gresosos, argilosos i sorrencs, els conreus mediterranis (vinya, olivera) i l'alzinar són coronats per una faixa de castanyers estesa dels 700 als 1.000 m d'altitud.

## Població
El poblament rural tendeix a la disseminació, i pobles i viles s'aturonen. El turisme d'estiu ha poblat o vitalitzat les platges i els portets de la marina adriàtica, baixa i rectilínia, vorejada pel ferrocarril i per la carretera. Les indústries (construccions, mecàniques, adobs, ciment), l'explotació del metà, són localitzades especialment a Pescara i als centres prelitorals, com a Chieti o a Lanciano.

## Organització territorial

Províncies dels Abruços.

La regió està composta per quatre províncies:
| Província             | Superfície (km²) | Població | Densitat (hab./km²) |
| --------------------- | ---------------- | -------- | ------------------- |
| Província de Chieti   | 2.588            | 396.190  | 153,1               |
| Província de L'Aquila | 5.034            | 308.876  | 61,3                |
| Província de Pescara  | 1.225            | 318.701  | 260,1               |
| Província de Teramo   | 1.948            | 308.769  | 158,5               |